# Motor Lublin (piłka nożna) w sezonie 2013/2014
Sezon 2013/2014 był dla Motoru Lublin 26. sezonem na trzecim szczeblu ligowym. W trzydziestu czterech rozegranych spotkaniach, Motor zdobył 35 punktów i zajął 15. spadkowe miejsce w tabeli grupy wschodniej II ligi.

## Przebieg sezonu
Do zespołu przybyli Tomasz Sedlewski (poprz. Olimpia Elbląg), Grzegorz Wnuk (poprz. MKS Kluczbork), Kacper Wróblewski (poprz. Korona Kielce), Mateusz Broź (poprz. Garbarnia Kraków), Ivan Udarević (poprz. Flota Świnoujście), Konrad Wrzesiński (poprz. Polonia Warszawa), Maciej Tataj (wypożycznie z Dolcana Ząbki), Przemysław Frąckowiak (poprz. Lech Poznań) i Michał Gamla (poprz. Górnik Łęczna). W przerwie letniej i w trakcie sezonu Motor rozegrał kilka meczów sparingowych, między innymi z Bogdanką Łęczna (0:3) i Orlętami Radzyń Podlaski (3:1), KS Dąbrowicą (7:1) oraz z białoruskim zespołem FK Smolewicze-STI (3:2). 1 września 2013 po trzecim przegranym meczu z rzędu do dyspozycji zarządu oddał się trener Przemysław Delmanowicz. Trzy dni później jego obowiązki przejął Robert Kasperczyk. 
4 grudnia 2013 Motor rozegrał mecz kontrolny z Lubliniaką (2:2), a tydzień później z Avią Świdnik (2:2). Do treningów w przerwie zimowej piłkarze powrócili 9 stycznia 2014. 
W okresie przygotowawczym Motor rozegrał sparingi z Hetmanem Zamość (1:1), Tomasovią Tomaszów Lubelski (5:1), Zniczem Pruszków (0:0), Wisłą Puławy (1:2), Górnikiem Łęczna (1:2), Siarką Tarnobrzeg (1:0) i Kolejarzem Stróże (1:0). Do zespołu przybyli Mateusz Pawłowicz (poprz. Górnik Wieliczka), Marius Stanaitis (poprz. Tauras Taurogi), Marcin Zontek (poprz. Puszcza Niepołomice), Michał Jonczyk (poprz. Widzew Łódź) i Konrad Gąsiorowski (poprz. Widok Lublin). 
29 kwietnia 2014 umowa z trenerem Robertem Kasperczykiem została rozwiązana za porozumieniem stron. Zastąpił go Mariusz Sawa. W sezonie 2013/2014 zajął 15. miejsce i spadł do III ligi.

## Tabela
| Poz | Klub                      | M  | Pkt | Bz | Bs |
| --- | ------------------------- | -- | --- | -- | -- |
| 1.  | Wigry Suwałki             | 34 | 62  | 50 | 31 |
| 2.  | Pogoń Siedlce             | 34 | 62  | 60 | 49 |
| 3.  | Siarka Tarnobrzeg         | 34 | 60  | 54 | 35 |
| 4.  | Legionovia Legionowo      | 34 | 54  | 59 | 41 |
| 5.  | Stal Stalowa Wola         | 34 | 52  | 43 | 33 |
| 6.  | Znicz Pruszków            | 34 | 52  | 50 | 34 |
| 7.  | Stal Mielec               | 34 | 52  | 42 | 39 |
| 8.  | Wisła Puławy              | 34 | 50  | 48 | 41 |
| 9.  | Olimpia Elbląg            | 34 | 49  | 38 | 32 |
| 10. | Limanovia Limanowa        | 34 | 48  | 35 | 46 |
| 11. | Stal Rzeszów              | 34 | 47  | 40 | 40 |
| 12. | Radomiak Radom            | 34 | 42  | 46 | 43 |
| 13. | Pelikan Łowicz            | 34 | 42  | 45 | 38 |
| 14. | Olimpia Zambrów           | 34 | 41  | 42 | 42 |
| 15. | Motor Lublin              | 34 | 35  | 56 | 69 |
| 16. | Garbarnia Kraków          | 34 | 35  | 26 | 55 |
| 17. | Concordia Elbląg          | 34 | 32  | 26 | 56 |
| 18. | Świt Nowy Dwór Mazowiecki | 34 | 25  | 20 | 56 |

## Mecze ligowe w sezonie 2013/2014
| Data                 | Przeciwnik                | D/W | Miejsce                         | Wynik M/P | Strzelcy                                        | Widzów | Źródło |
| -------------------- | ------------------------- | --- | ------------------------------- | --------- | ----------------------------------------------- | ------ | ------ |
|                      |                           |     |                                 |           |                                                 |        |        |
| RUNDA JESIENNA       |                           |     |                                 |           |                                                 |        |        |
|                      |                           |     |                                 |           |                                                 |        |        |
| 27 lipca 2013        | Olimpia Zambrów           | D   | Stadion przy al. Zygmuntowskich | 1:1       | Mihałewśkyj 22'                                 |        | [ 29 ] |
| 3 sierpnia 2013      | Stal Stalowa Wola         | D   | Stadion przy al. Zygmuntowskich | 4:0       | Wróblewski 6', Koziara 29', Wrzesiński 81', 90' |        | [ 30 ] |
| 10 sierpnia 2013     | Garbarnia Kraków          | W   | Stadion Hutnika                 | 2:1       | Falisiewicz 51' (k), Jaroń 53'                  |        | [ 31 ] |
| 17 sierpnia 2013     | Wigry Suwałki             | D   | Stadion przy al. Zygmuntowskich | 1:3       | Ptaszyński 12'                                  |        | [ 32 ] |
| 24 sierpnia 2013     | Siarka Tarnobrzeg         | W   | Tarnobrzeg                      | 0:2       |                                                 |        | [ 33 ] |
| 31 sierpnia 2013     | Pogoń Siedlce             | D   | Stadion przy al. Zygmuntowskich | 1:2       | Tataj 78'                                       |        | [ 34 ] |
| 7 września 2013      | Concordia Elbląg          | W   | Stadion Olimpii                 | 4:2       | Tataj 27', 35', Kądzior 30', Sedlewski 37'      |        | [ 35 ] |
| 14 września 2013     | Stal Rzeszów              | D   | Stadion przy al. Zygmuntowskich | 1:1       | Tataj 81'                                       |        | [ 36 ] |
| 20 września 2013     | Świt Nowy Dwór Mazowiecki | W   | Stadion Świtu                   | 3:2       | Jaroń 4', Wrzesiński 26', Tataj 45'             |        | [ 37 ] |
| 28 września 2013     | Radomiak Radom            | D   | Stadion przy al. Zygmuntowskich | 2:2       | Kądzior 25', Tataj 46'                          | 1500   | [ 38 ] |
| 6 października 2013  | Limanovia Limanowa        | W   | Limanowa                        | 2:3       | Tataj 87', 90' (k)                              |        | [ 39 ] |
| 13 października 2013 | Pelikan Łowicz            | W   | Łowicz                          | 1:4       | Mihałewśkyj 2'                                  |        | [ 40 ] |
| 19 października 2013 | Wisła Puławy              | D   | Stadion przy al. Zygmuntowskich | 3:3       | Tataj 28', 52', Ptaszyński 44'                  | 2000   | [ 41 ] |
| 13 października 2013 | Stal Mielec               | W   | Stadion Stali                   | 1:3       | Karwan 90'                                      |        | [ 42 ] |
| 3 listopada 2013     | Olimpia Elbląg            | D   | Stadion przy al. Zygmuntowskich | 2:0       | Tataj 2', Wrzesiński 53'                        |        | [ 43 ] |
| 8 listopada 2013     | Znicz Pruszków            | W   | Stadion Znicza                  | 1:4       | Karwan 73'                                      |        | [ 44 ] |
| 16 listopada 2013    | Legionovia Legionowo      | D   | Stadion przy al. Zygmuntowskich | 0:0       |                                                 |        | [ 45 ] |
| 24 listopada 2013    | Olimpia Zambrów           | W   | Zambrów                         | 1:4       | Broź 5'                                         |        | [ 46 ] |
|                      |                           |     |                                 |           |                                                 |        |        |
| RUNDA WIOSENNA       |                           |     |                                 |           |                                                 |        |        |
|                      |                           |     |                                 |           |                                                 |        |        |
| 8 marca 2014         | Stal Stalowa Wola         | D   | Stadion Stali                   | 2:3       | Jonczyk 43', 73'                                | 1500   | [ 47 ] |
| 15 marca 2014        | Garbarnia Kraków          | D   | Stadion przy al. Zygmuntowskich | 3:1       | Kądzior 55', 80', Jonczyk 64'                   |        | [ 48 ] |
| 23 marca 2014        | Wigry Suwałki             | W   | Stadion Wigier                  | 1:2       | Broź 65' (k)                                    | 1500   | [ 49 ] |
| 29 marca 2014        | Siarka Tarnobrzeg         | D   | Stadion przy al. Zygmuntowskich | 1:2       | Jaroń 70' (k)                                   | 1000   | [ 50 ] |
| 3 kwietnia 2014      | Pogoń Siedlce             | W   | Stadion Pogoni                  | 1:2       | Kądzior 58'                                     | 1300   | [ 51 ] |
| 12 kwietnia 2014     | Concordia Elbląg          | D   | Stadion przy al. Zygmuntowskich | 1:1       | Tataj 76'                                       |        | [ 52 ] |
| 19 kwietnia 2014     | Stal Rzeszów              | W   | Stadion Stali                   | 2:2       | Komor 27', Tataj 37'                            |        | [ 53 ] |
| 23 kwietnia 2014     | Świt Nowy Dwór Mazowiecki | D   | Stadion przy al. Zygmuntowskich | 2:0       | Kądzior 78', 80'                                |        | [ 54 ] |
| 26 kwietnia 2014     | Radomiak Radom            | W   | Stadion Radomiaka               | 2:4       | Tataj 19', Wrzesiński 68'                       | 2000   | [ 55 ] |
| 3 maja 2014          | Limanovia Limanowa        | D   | Stadion przy al. Zygmuntowskich | 4:1       | Tataj 33', 74', 86', Karwan 53'                 |        | [ 56 ] |
| 10 maja 2014         | Pelikan Łowicz            | D   | Stadion przy al. Zygmuntowskich | 2:2       | Tataj 11', 39'                                  |        | [ 57 ] |
| 17 maja 2014         | Wisła Puławy              | W   | Stadion Wisły                   | 1:3       | Jaroń 72'                                       | 1000   | [ 58 ] |
| 21 maja 2014         | Stal Mielec               | D   | Stadion przy al. Zygmuntowskich | 0:1       |                                                 |        | [ 59 ] |
| 24 maja 2014         | Olimpia Elbląg            | W   | Stadion Olimpii                 | 1:4       | Tataj 86' (k)                                   |        | [ 60 ] |
| 1 czerwca 2014       | Znicz Pruszków            | D   | Stadion przy al. Zygmuntowskich | 2:1       | Tataj 36', 80'                                  |        | [ 61 ] |
| 8 czerwca 2014       | Legionovia Legionowo      | W   | Legionowo                       | 1:2       | Koziara 28'                                     |        | [ 62 ] |

## Kadra
| Numer      | Zawodnik              | Data ur.   | Występy        | Bramki         |                |                | Występy        | Bramki         |                |                | Występy   | Bramki    | Poprzedni klub        |
| Numer      | Zawodnik              | Data ur.   | RUNDA JESIENNA | RUNDA JESIENNA | RUNDA JESIENNA | RUNDA JESIENNA | RUNDA WIOSENNA | RUNDA WIOSENNA | RUNDA WIOSENNA | RUNDA WIOSENNA | SEZON     | SEZON     | Poprzedni klub        |
| Bramkarze  | Bramkarze             | Bramkarze  | Bramkarze      | Bramkarze      | Bramkarze      | Bramkarze      | Bramkarze      | Bramkarze      | Bramkarze      | Bramkarze      | Bramkarze | Bramkarze | Bramkarze             |
| ---------- | --------------------- | ---------- | -------------- | -------------- | -------------- | -------------- | -------------- | -------------- | -------------- | -------------- | --------- | --------- | --------------------- |
| 1          | Przemysław Frąckowiak | 17.01.1992 | 3              |                |                |                | 12             |                |                |                | 15        |           | Lech Poznań           |
| 23         | Mateusz Oszust        | 17.01.1992 | 2              |                |                |                | —              | —              | —              | —              | 2         |           | Orlęta Łuków          |
| 31         | Maciej Zagórski       | 8.03.1996  | —              | —              | —              | —              | 0 (1)          |                |                |                | 0 (1)     |           | wychowanek            |
| 33         | Paweł Lipiec          | 23.12.1994 | 13             |                |                | 1              | 4              |                |                |                | 17        |           | Górnik Zabrze         |
| Obrońcy    |                       |            |                |                |                |                |                |                |                |                |           |           |                       |
| 3          | Dennis Mooy           | 29.03.1991 | 1 (1)          |                |                |                | —              | —              | —              | —              | 1 (1)     |           | VfB Oldenburg II      |
| 4          | Aleksander Komor      | 24.06.1994 | —              | —              | —              | —              | 14             | 1              | 1              |                | 14        | 1         | Ruch Chorzów          |
| 4          | Ivan Udarević         | 18.11.1982 | 11             |                | 3              |                | —              | —              | —              | —              | 11        |           | Wisła Płock           |
| 5          | Piotr Karwan          | 20.08.1980 | 16 (1)         | 2              | 5              |                | 9 (1)          | 1              | 2              | 1              | 25 (2)    | 3         | Wisła Płock           |
| 6          | Marcin Zontek         | 6.03.1985  | —              | —              | —              | —              | 10 (1)         |                | 5              | 2              | 10 (1)    |           | Puszcza Niepołomice   |
| 7          | Grzegorz Bronowicki   | 4.08.1980  | 4 (1)          |                | 1              |                | —              | —              | —              | —              | 4 (1)     |           | Ruch Chorzów          |
| 8          | Damian Falisiewicz    | 25.07.1989 | 7              | 1              | 2              |                | 8              |                | 2              |                | 15        | 1         | Flota Świnoujście     |
| 13         | Dawid Ptaszyński      | 22.02.1982 | 15 (2)         | 2              | 4              |                | 2 (2)          |                | 1              |                | 17 (4)    | 2         | Avia Świdnik          |
| 16         | Kacper Wróblewski     | 29.03.1994 | 7 (1)          | 1              | 4              |                | —              | —              | —              | —              | 7 (1)     | 1         | Korona Kielce         |
| 19         | Marius Stanaitis      | 26.12.1987 | —              | —              | —              | —              | 6 (1)          |                | 1              |                | 6 (1)     |           | Tauras Taurogi        |
| 20         | Mateusz Pawłowicz     | 29.03.1984 | —              | —              | —              | —              | 9              |                | 3              |                | 9         |           | Górnik Wieliczka      |
| 21         | Maciej Zieliński      | 10.02.1993 | 0 (1)          |                |                |                | 0 (3)          |                |                |                | 0 (4)     |           | Cracovia II           |
| 22         | Jakub Kosiarczyk      | 2.06.1995  | 2 (1)          |                |                |                | —              | —              | —              | —              | 2 (1)     |           | wychowanek            |
| 25         | Konrad Wrzesiński     | 10.09.1993 | 11 (5)         | 4              | 2              |                | 8 (4)          | 1              | 1              |                | 19 (9)    | 5         | Polonia Warszawa      |
| Pomocnicy  |                       |            |                |                |                |                |                |                |                |                |           |           |                       |
| 6          | Tomasz Sedlewski      | 4.04.1990  | 10 (7)         | 1              | 4              |                | —              | —              | —              | —              | 10 (7)    | 1         | Olimpia Elbląg        |
| 7          | Damian Jaroń          | 9.04.1990  | 15 (2)         | 2              | 2              |                | 11 (5)         | 2              | 1              |                | 26 (7)    | 4         | Polonia Bytom         |
| 11         | Damian Kądzior        | 16.06.1992 | 13 (4)         | 2              | 2              |                | 15             | 5              | 3              |                | 28 (4)    | 7         | Jagiellonia Białystok |
| 14         | Patryk Koziara        | 14.08.1990 | 14 (2)         | 1              | 6              |                | 9 (4)          |                | 1              |                | 23 (6)    | 1         | Legionovia Legionowo  |
| 16         | Michał Jonczyk        | 11.03.1992 | —              | —              | —              | —              | 6              | 3              | 2              |                | 6         | 3         | Widzew Łódź           |
| 18         | Kamil Stachyra        | 23.05.1987 | 0 (2)          |                |                |                | 8 (2)          |                | 1              |                | 8 (4)     |           | Stal Rzeszów          |
| 18         | Patryk Czułowski      | 22.03.1994 | 0 (2)          |                |                |                | —              | —              | —              | —              | 0 (2)     |           | Lublinianka           |
| 19         | Sebastian Orzędowski  | 29.03.1994 | 6 (1)          |                | 1              | 1              | —              | —              | —              | —              | 6 (1)     |           | Wisła Puławy          |
| 21         | Michał Gamla          | 8.02.1989  | 3 (3)          |                | 2              |                | —              | —              | —              | —              | 3 (3)     |           | Górnik Łęczna         |
| 22         | Damian Kamola         | 22.09.1996 | —              | —              | —              | —              | 0 (1)          |                |                |                | 0 (1)     |           | Niedźwiadek Chełm     |
| 24         | Konrad Gąsiorowski    | 24.09.1996 | —              | —              | —              | —              | 1 (7)          |                |                |                | 1 (7)     |           | Widok Lublin          |
| 29         | Arkadiusz Lewiński    | 18.08.1990 | —              | —              | —              | —              | 11 (5)         |                | 2              |                | 11 (5)    |           | Puszcza Niepołomice   |
| 36         | Rafał Król            | 16.01.1989 | 14 (1)         |                | 8              | 1              | 9 (4)          |                | 2              |                | 23 (5)    |           | Doxa Kranoula F.C.    |
| Napastnicy |                       |            |                |                |                |                |                |                |                |                |           |           |                       |
| 9          | Ihor Mihałewśkyj      | 18.03.1985 | 7 (6)          | 2              | 2              |                | 7 (5)          |                | 3              |                | 14 (11)   | 2         | Ruch Winniki          |
| 10         | Mateusz Broź          | 12.07.1988 | 9 (7)          |                | 1              |                | 4 (1)          | 2              | 2              |                | 13 (8)    | 2         | Garbarnia Kraków      |
| 15         | Kamil Wolski          | 9.02.1992  | 1 (8)          |                |                |                | 0 (5)          |                | 1              |                | 1 (13)    |           | Sygnał Lublin         |
| 17         | Maciej Tataj          | 9.01.1980  | 15 (1)         | 11             | 2              |                | 13 (2)         | 11             |                |                | 28 (2)    | 22        | Dolcan Ząbki          |

## Puchar Polski na szczeblu centralnym
| Data          | Runda        | Przeciwnik          | D/W | Miejsce       | Wynik M/P | Strzelcy  | Źródło |
| ------------- | ------------ | ------------------- | --- | ------------- | --------- | --------- | ------ |
| 13 lipca 2013 | przedwstępna | Elana Toruń         | W   | Stadion Elany | 1:0       | Karwan 5' |        |
| 17 lipca 2013 | wstępna      | Skra II Częstochowa | W   | Częstochowa   | 0:1       |           | [ 63 ] |